# La Descubierta (kommun)
La Descubierta är en kommun i Dominikanska republiken.   Den ligger i provinsen Independencia, i den västra delen av landet, 180 km väster om huvudstaden Santo Domingo. Antalet invånare i kommunen är cirka 8 000.